# Mesembryanthemum salicornioides
Mesembryanthemum salicornioides är en isörtsväxtart som beskrevs av Ferdinand Albin Pax. Mesembryanthemum salicornioides ingår i Isörtssläktet som ingår i familjen isörtsväxter. Inga underarter finns listade i Catalogue of Life.